# Entscho Kerjasow

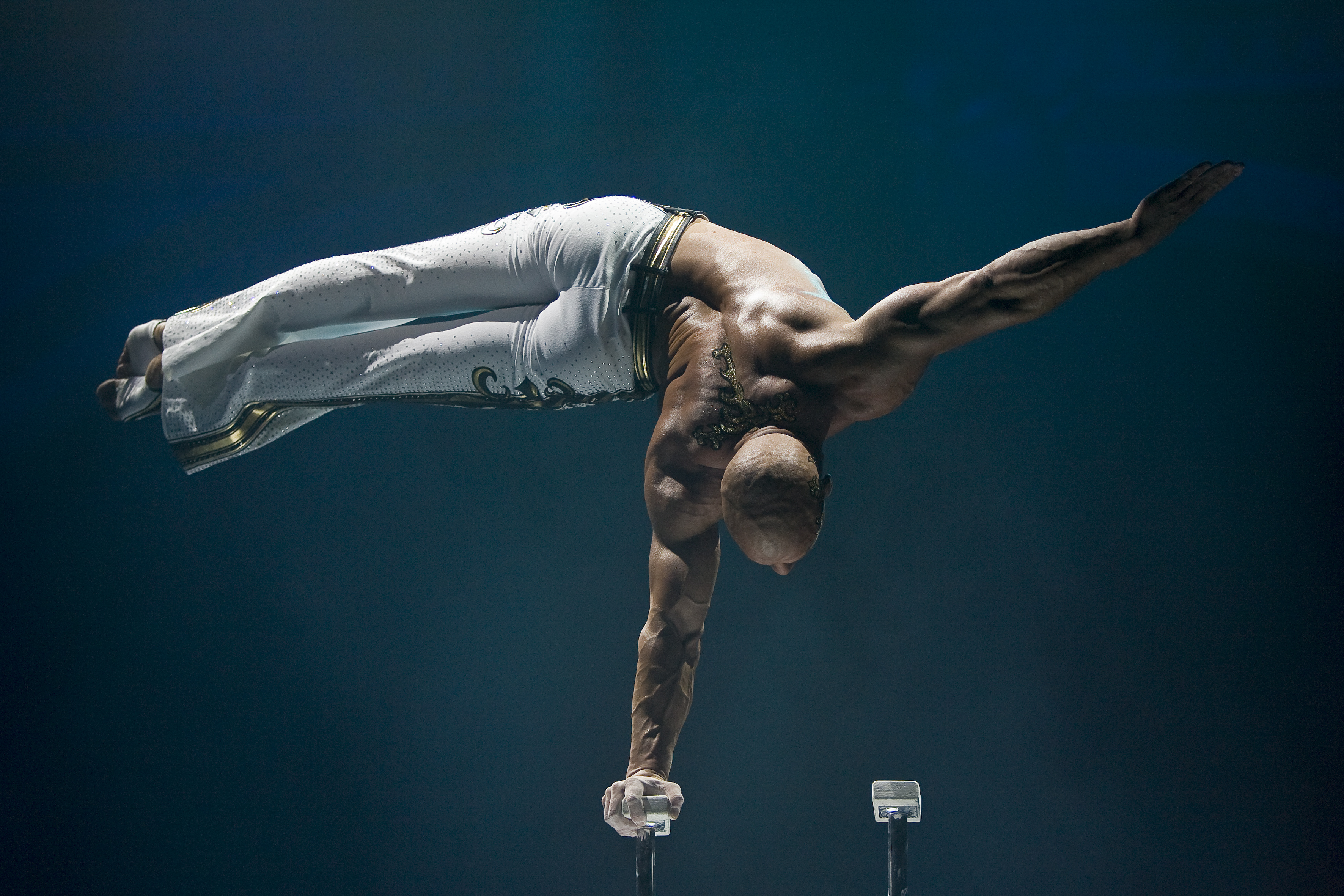
Entscho Kerjasow bei seiner Handstandakrobatik

Entscho Kerjasow (bulgarisch Енчо Керязов; * 15. Oktober 1973 in Elchowo) ist ein bulgarischer Akrobat.

## Biographie
Als Sohn einer Lehrerfamilie wurde Entscho Kerjasow 1973 in Jambol, Bulgarien geboren. Der eher schmächtige Junge begann im Alter von sechs Jahren mit dem Akrobatik-Training, obschon ihm die Trainer die körperlichen Voraussetzungen dafür absprachen. Sein Ehrgeiz allerdings überzeugte sie schließlich. Mit 14 Jahren war Kerjasow Jugendmeister der Sportakrobatik, im folgenden Jahr war er Mitglied der Nationalmannschaft und wurde bulgarischer Landesmeister der Sportakrobatik.
Als 16-Jähriger schloss er sich bei der Jockey-Reitertruppe „Romanovi“ dem Circus an und tourte sieben Jahre durch Europa.
In den folgenden Jahren entwickelte er eine eigenständige Equilibristik-Nummer. Mit der Präsentation einer Handstand-Akrobatik gewann er Preise in England, Holland, Frankreich und Deutschland. Höhepunkt seiner Karriere war der Gewinn des Publikumspreises und des „Silbernen Clowns“ beim 31. Zirkusfestival von Monte Carlo 2007. 2011 erhielt er die höchste Auszeichnung der bulgarischen Künstlervereinigung, den „IKAR“ und wurde zum Ehrenbürger seiner Heimatstadt Jambol ernannt.
Im Jahr 2011 gründet er die Foundation Encho Keryazov, eine Stiftung, die mit Unterstützung anderer bulgarischer Prominenter talentierte Kinder und Jugendliche in den Bereichen Kunst, Wissenschaft und Sport fördert und finanziell unterstützt. Die Stiftung hat mittlerweile nationale und internationale Aufmerksamkeit gewonnen, so dass bei der seit Dezember 2012 in Kerjasows Heimatstadt Yambol stattfindenden jährlichen Preisverleihung an Kinder und Jugendliche neben dem bulgarischen Kultusminister Weschdi Raschidow (2012), dem bulgarischen Außenminister Kristian Wigenin (2014) auch Botschafter aus Deutschland und den Niederlanden teilnehmen. Im Januar 2015 versammelt er im Rahmen der Wohltätigkeitsgala erstmals hochrangige internationale Zirkuskünstler in Yambol u. a. den Clown David Larible. Den vorläufigen Höhepunkt seines sozialen Engagements ist eine im Februar 2016 stattfindende Gala in Sofia, die er mit seinem Freund und Unterstützer der Stiftung, Jordan Jovtchev (olympischer Goldmedaillengewinner und Präsident des bulgarischen Sportbundes) veranstaltet, um weitere finanzielle Mittel für die Stiftung zu sammeln.
Im Rahmen einer Sonderedition erschien Kerjasow neben anderen Roncalli-Künstlern auf einer österreichischen Briefmarke.
2011 war er Jurymitglied bei der Fernsehsendung Bulgaria’s got talent. Im Januar 2012 wird eine 45-minütige Dokumentation des Regisseurs Georgi Tochev über Kerjasows Leben im Fernsehsender bTV (Bulgarien) ausgestrahlt. Sein Engagement beim Zirkus Roncalli sowie diverse Auftritte, wie bei einer Sportgala von Arnold Schwarzenegger in den USA 2012 und 2014, machten Entscho Kerjasow weiter international bekannt.
Am 24. Mai 2012, dem Tag der bulgarischen Aufklärung und Kultur und der slawischen Literatur bulgarische Feiertage (der Feiertag ist eng verknüpft mit der Entstehung des kyrillischen Alphabets), wird Kerjasow auf Anregung des bulgarischen Kulturministeriums die Auszeichnung „Golden Age“ für herausragende Beiträge zur bulgarischen Kultur und Förderung der bulgarischen Kunst und Kultur im Ausland verliehen. Seit Anfang 2013 ist Kerjasow Förderer und Namensgeber eines national erfolgreichen Trampolin-Sportclubs in Bulgarien. Mit Engagements für die Saison 2014 beim Schweizer Nationalcircus Circus Knie und 2015/2016 in den USA beim Circus Hermanos Vazquez setzt er seine künstlerische Laufbahn fort.
Kerjasow ist mit der ehemaligen Sportlerin und Artistin Dimitrinka Kerjasowa verheiratet und hat zwei Söhne, die selbst schon mit einer Akrobatik-Nummer auftreten.

## Preise und Auszeichnungen

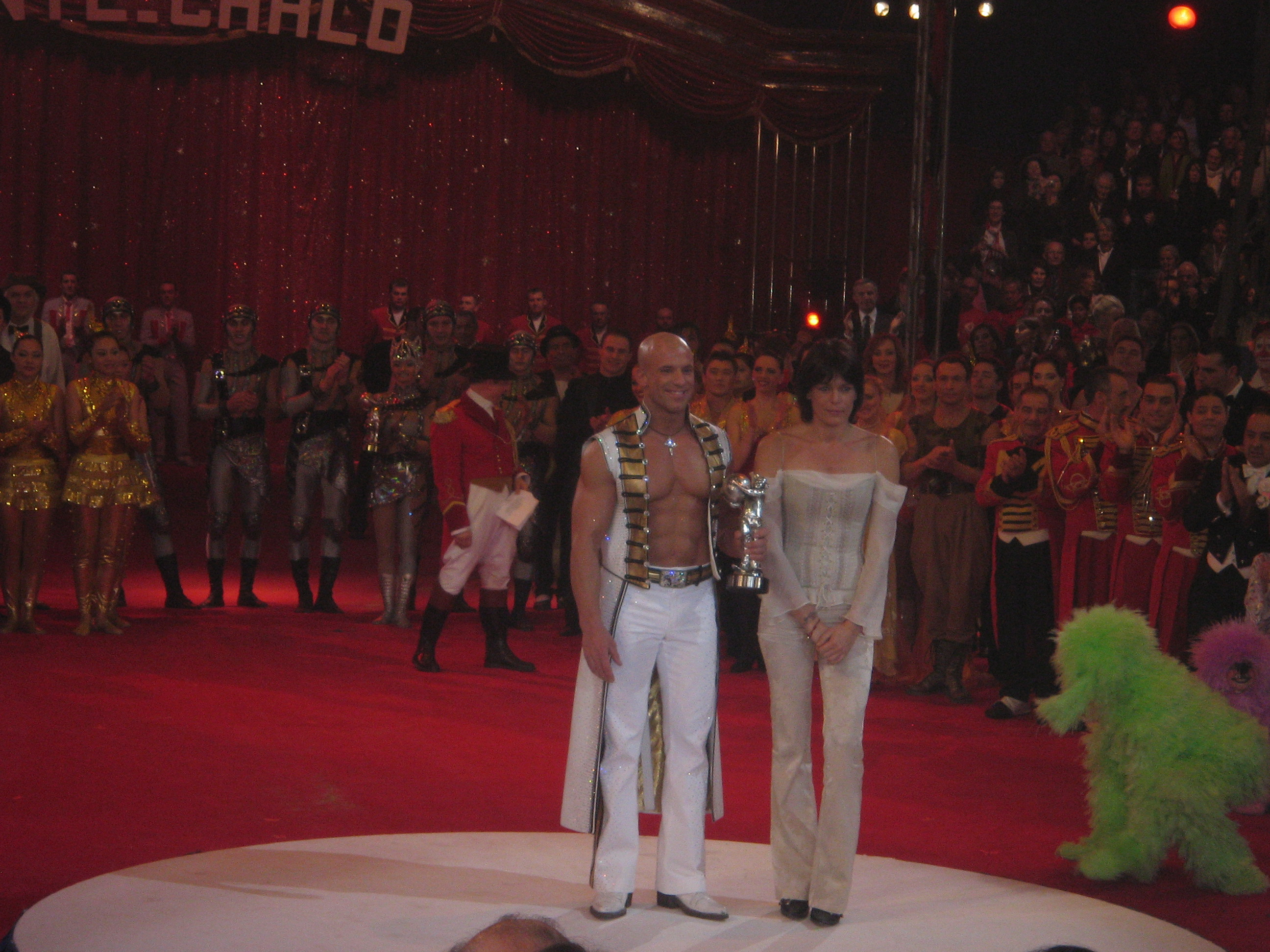
Verleihung des „Silbernen Clowns“ durch Prinzessin Stéphanie von Monaco (2007)

- 2002: Erster Preis beim Festival „Herman Renz und Diana“ – Niederlande
- 2002: Zirkuskünstler des Jahres – Niederlande
- 2004: Zirkuskünstler des Jahres – Niederlande
- 2004: Publikumspreis des Festivals „Herman Renz und Diana“ – Niederlande
- 2005: Zirkuskünstler des Jahres – Deutschland
- 2006: Silver Star auf dem Internationalen Zirkusfestival in Grenoble, Frankreich
- 2007: Internationales Zirkusfestival in Monte Carlo:
  - „Silberner Clown“
  - Publikumspreis
  - Vergabe von Stardust Circus International
- 2011: IKAR – höchste Auszeichnung der bulgarischen Künstlervereinigung
- 2011: Ehrenbürger von Jambol
- 2012: Golden Age für herausragende Beiträge zur bulgarischen Kultur und Förderung der bulgarischen Kunst und Kultur im Ausland
- 2013: Silberner Bär beim 6. Internationalen Circus-Festival in Ischewsk
- 2015: „BUDITEL 2015“ vergeben vom bulgarischen Sender FM+ für soziales Engagement mit „starker spiritueller Botschaft“